# The Best of Kool Savas
The Best of Kool Savas ist ein Kompilationsalbum des deutschen Rappers Kool Savas. Es erschien am 1. August 2008 über sein Label Optik Records und Sony BMG.

## Inhalt
Die für das Album ausgewählten Lieder stammen sowohl von Kool Savas’ beiden ersten Soloalben Der beste Tag meines Lebens (fünf Songs) und Tot oder lebendig (sechs Stücke), als auch von dem Kollaboalbum One mit Azad (vier Tracks), dem Remixalbum Die besten Tage sind gezählt (zwei Titel), dem Mixtape Die John Bello Story (zwei Lieder) sowie den Labelsamplern Optik Mixtape Volume 1 (ein Song) und Optik Takeover! (drei Tracks). Einzelne Stücke stammen zudem von Alben anderer Künstler, auf denen Kool Savas Gastbeiträge hatte. Des Weiteren sind sieben Titel enthalten, die vorher auf keinem anderen Tonträger zu finden waren.

## Produktion
Mit 18 Liedern wurde ein Großteil der für das Album ausgewählten Lieder von der Musikproduzentin Melbeatz produziert. Außerdem waren Kool Savas selbst, Plattenpapzt, Monroe, Funky Chris, L.E.S., Tre The Boy Wonder, Martelli, Amar, DJ Nicon, Kutmasta Kurt, Face Error, Christyle, DJ Derezon, DJ Ara, Onur, Sir Jai und Stiffla an der Produktion beteiligt.

## Gastbeiträge
| Professionelle Bewertungen | Professionelle Bewertungen |
| -------------------------- | -------------------------- |
| Kritiken                   |                            |
| Quelle                     | Bewertung                  |
| laut.de                    | [ 1 ]                      |

Neben Kool Savas treten auf dem Album viele weitere Künstler in Erscheinung. So ist der Rapper Azad gleich fünf Mal vertreten und der Sänger Moe Mitchell hat drei Gastauftritte. Die damals bei Optik Records unter Vertrag stehenden Rapper Ercandize, Amar, Franky Kubrick und Caput sind teils mehrfach als Optik Army auf dem Album zu hören. Die Sängerin Valezka ist auf zwei Liedern vertreten und je ein Gastbeitrag stammt von Lumidee, Creutzfeld & Jakob, Senna, J-Luv, Cory Gunz, Samy Deluxe, Xavier Naidoo, I.G.O.R. und MoTrip.

## Titelliste
CD1
| #  | Titel                        | Gastmusiker                | Produzent            | Länge | Album                               |
| -- | ---------------------------- | -------------------------- | -------------------- | ----- | ----------------------------------- |
| 1  | OE 2.5 Intro                 |                            | DJ Nicon             | 2:29  |                                     |
| 2  | Wie S                        |                            | Melbeatz             | 3:42  | Der beste Tag meines Lebens         |
| 3  | Haus und Boot                | Valezka                    | Melbeatz             | 3:20  | Optik Mixtape Volume 1              |
| 4  | Der beste Tag meines Lebens  | Valezka                    | Melbeatz             | 5:20  | Der beste Tag meines Lebens         |
| 5  | Die besten Tage sind gezählt | Lumidee                    | Melbeatz             | 4:18  | Die besten Tage sind gezählt        |
| 6  | King of Rap                  |                            | Plattenpapzt         | 4:05  | Fullhouse                           |
| 7  | Der Beweis                   |                            | Melbeatz             | 3:36  | Tot oder lebendig                   |
| 8  | Da bin, da bleib             |                            | Kutmasta Kurt        | 3:50  | Die besten Tage sind gezählt        |
| 9  | 4 Mcees                      | Optik Army                 | Kool Savas           | 3:23  | Die John Bello Story                |
| 10 | Fehdehandschuh               | Creutzfeld & Jakob         | Funky Chris          | 3:30  | Gottes Werk und Creutzfelds Beitrag |
| 11 | Tot oder lebendig            |                            | Face Error, Melbeatz | 4:01  | Tot oder lebendig                   |
| 12 | Guck My Man                  | Azad                       | Monroe               | 3:32  | One                                 |
| 13 | Komm mit mir                 | Ercandize                  | Christyle            | 3:02  | Optik Takeover!                     |
| 14 | All 4 One                    | Azad                       | L.E.S.               | 3:33  | One                                 |
| 15 | Melodie                      | Moe Mitchell und Senna     | Melbeatz             | 4:08  | Tot oder lebendig                   |
| 16 | Hoooo                        |                            | Melbeatz             | 2:50  | Raps sind unsere Waffen             |
| 17 | Nix ist umsonst              | J-Luv                      | DJ Derezon           | 4:10  |                                     |
| 18 | So Hot                       | Cory Gunz und Moe Mitchell | Tre The Boy Wonder   | 2:55  |                                     |

CD2
| #  | Titel                   | Gastmusiker                           | Produzent            | Länge | Album                       |
| -- | ----------------------- | ------------------------------------- | -------------------- | ----- | --------------------------- |
| 1  | Optik Takeover Intro    |                                       | Face Error, Melbeatz | 2:08  | Optik Takeover!             |
| 2  | On Top                  | Azad                                  | Melbeatz             | 3:38  | Tot oder lebendig           |
| 3  | Optik Anthem            | Optik Crew                            | Melbeatz             | 4:00  | Der beste Tag meines Lebens |
| 4  | Klein & Groß            |                                       | Kool Savas           | 3:28  | Wer hatz erfunden?          |
| 5  | OK!                     | Samy Deluxe                           | Melbeatz             | 4:04  | Rapper’s Delight            |
| 6  | Alle schieben Optik     |                                       | Amar, Melbeatz       | 3:29  | Tot oder lebendig           |
| 7  | Was hab ich dir angetan | Azad und Xavier Naidoo                | Martelli             | 4:05  | One                         |
| 8  | Essah                   | Moe Mitchell                          | Melbeatz             | 3:02  | Tot oder lebendig           |
| 9  | Till ab Joe             |                                       | Melbeatz             | 3:35  | Der beste Tag meines Lebens |
| 10 | Neongelb                |                                       | DJ Ara               | 3:17  | Macht Negabass mit…         |
| 11 | Das ist OR!             | Optik Army                            | Melbeatz             | 3:49  | Optik Takeover!             |
| 12 | Alle in einem           |                                       | Melbeatz             | 3:27  | Der beste Tag meines Lebens |
| 13 | Monstershit             | Azad                                  | Monroe               | 3:30  | One                         |
| 14 | Das Urteil              |                                       | Melbeatz             | 5:11  | Die John Bello Story        |
| 15 | 21 Jumpskit             |                                       | DJ Nicon             | 1:51  |                             |
| 16 | Heavy Metal             | Franky Kubrick                        | Onur                 | 3:16  |                             |
| 17 | Collateral              |                                       | Sir Jai              | 3:06  |                             |
| 18 | Tausend                 | Caput, Ercandize, I.G.O.R. und MoTrip | Stiffla              | 2:31  |                             |
| 19 | Canis Canem Edit        |                                       | Kool Savas, Sir Jai  | 2:34  |                             |

## Chartplatzierungen
The Best of Kool Savas stieg am 15. August 2008 auf Platz 34 in die deutschen Charts ein und belegte in den folgenden Wochen die Ränge 54; 71 und 94, bevor es die Top 100 verließ. Auch in Österreich und der Schweiz erreichte das Album Position 51 bzw. 29 der Charts.